# Мёэ
Мёэ (яп. 明恵 Мё:э, род. 8 января 1173 года — ум. 19 января 1232 года) — японский монах и реформатор школы Кэгон. Наряду с такими своими современниками, как Хонэн, Синран, Догэн и Нитирэн, относится к числу выдающихся буддийских деятелей начала периода Камакура. Монашеское имя — Кобэн (яп. 高弁 Ко:бэн). Также известен под именами Святой Мёэ (яп. 明恵上人) и Святой Тоганоо (яп. 栂尾上人).
Отец — Тайра-но-Сигэкуни, находился в воинском услужении гвардии императора Такакуры. Фамилия при рождении — Фудзивара, фамилию Тайра он получил от приёмного отца. Мать — четвёртая дочь военачальника Юасы Мунэсигэ. Место рождения — селение Аридагава современной префектуры Вакаяма.

## Учёба
Родился 8 января 1173 года (3-й год эпохи Дзёан) в деревне Ёсивара уезда Арида в провинции Исэ (ныне приходится на город Аридагава в современной префектуре Вакаяма). Имя, данное при рождении — Якусимару. В 1180 году (4-й год эпохи Дзисё), когда ему исполнилось 7 лет, лишается обоих родителей и на следующий год (1181 г.) становится учеником храма Дзингодзи на горе Такао. Его учителем становится Дзёкаку (1147—1226 гг.) — дядя Мёэ по линии матери, монах школы Сингон. Дзёкаку в свою очередь был учеником настоятеля Монгаку (1139—1203 гг.). Монгаку потом тоже принимает участие в воспитании послушника. Под руководством наставников он изучал «Пять учений Аватамсака-сутры» и «Абхидхармакошу».
В 1188 г. Принимает монашеский постриг и обеты пратимокши в храме Тодай-дзи. При посвящении получает монашеское имя Дзёбэн (яп. 成弁), которое впоследствии изменится на Кобэн (яп. 高弁). Далее он постигает учение Сингон у Дзиссона и Конэна в храме Нинна-дзи, в храме Сонсёин (храм Тодайдзи) изучает доктрины школ Кэгон и Куся (Наставники — Кэйга и Сэйкай). Обучается дзэн у Ёсая (Эйсая), постигает древнеиндийское письмо — бондзи — у наставника Сонъина. Уже к 20 годам он переписал огромное количество буддийских сутр и трактатов.

## Деятельность
Заложенную с самого начала двойственность принадлежности одновременно к Кэгон и Сингон Мёэ сохранял на протяжении всей своей жизни, объединив космологию и схоластику первой с ритуальной практикой второй. Как и многие современники, считая своё время эпохой «конца закона» (маппо), Мёэ критически оценивал состояние сангхи и общества в целом, находя их пребывающими в состоянии упадка. Отчаявшись найти себе достойного учителя среди живущих, Мёэ обратился за руководством к сутрам, избрав в наставники будду Шакьямуни и бодхисаттв. Буддийское творчество Мёэ оказалось необыкновенно плодотворным. Его кисти принадлежит более 50 работ, написанных в самых разнообразных жанрах: философские трактаты, руководства по медитации, путевые записки, пророчества, кодексы поведения, письма, полемические произведения, дневник снов и др. Характерной особенностью Мёэ было единство проповедуемого и практикуемого в повседневной жизни.
Достижения Мёэ, особенно широта его взглядов на практику Пути и высокие моральные стандарты, были высоко оценены в японском буддийском мире того времени. Мёэ снискал уважение не только таких выдающихся монахов, как Дзёкэй (из храма Кофуку-дзи) и Гёэн (из храма Тодай-дзи), но даже и нетерпимого к инакомыслию Нитирэна. Японская аристократия также благоволила к Мёэ: Ходзё Ясутоки (правитель Киото), а также Кудзё Канэдзанэ и Фудзивара Митииэ, бывшие ведущими фигурами на политической сцене, почитали Мёэ как своего близкого друга и советника.
Получив всеобщее признание, Мёэ стал настоятелем основанного им в 1206 году храма Кодзан-дзи школы Кэгон, регулярно выступал с проповедями в Тодай-дзи, а также основал женский монастырь Дзэнмё-дзи. Большое число его последователей включало мужчин и женщин, молодых и старых, мирян и монахов, многие из которых приходили к Мёэ в храм после уничтожения их семей в кровопролитных феодальных войнах.
Оставаясь достаточно либеральным и прагматичным в отношении включения в практику Пути разнородных элементов, используемых различными буддийскими школами (особенно Дзэн), Мёэ тем не менее прослыл непримиримым оппонентом школы Дзёдо, посвятив этому вопросу два своих трактата. Амидаистскому ритуалу нэмбуцу Мёэ пытался противопоставить практику чтения «Мантры света». В целом, Мёэ широко известен своими инициативами возрождения жёсткой дисциплины и высоких моральных устоев в монашеских кругах. Это послужило одной из основных причин его самовольного удаления из Киото. Также известен случай, когда Мёэ отрезал себе ухо в знак протеста против деградации современного ему духовенства. Получив необходимую свободу действий в Кодзан-дзи, Мёэ приложил все усилия для строгого регламентирования монашеской повседневности, от медитации и чтения сутр и мантр (в их число входили Сутра Сердца, шестисложная Мантра бодхисаттвы Каннон и Мантра света) вплоть до процедуры умывания, что роднит его с практикой, введённой в том же веке Догэном в Эйхэйдзи. Вклад Мёэ в буддийскую ритуальную практику также включает предложенные и подробно описанные им новые форм мандал, использующих только японскую каллиграфию и санскритское письмо (аналогичные мандалы применялись Синраном и Нитирэном).
Мёэ оставил большое поэтическое наследие в жанре вака. Как автор вака он был удостоен высочайшей оценки Фудзивара Тэйка, непререкаемого авторитета в мире поэтического искусства классической Японии. Вака Мёэ также цитирует Кавабата Ясунари в своей Нобелевской лекции «Красотой Японии рождённый», где Мёэ назван «певцом луны».
«Дневник снов» (яп. 夢記), который Мёэ вёл начиная с 19-летнего возраста в течение почти 40 лет, также получил широкую известность. Интерес к нему в Японии и за рубежом существенно возрос в последние годы после публикации в 1995 году монографии «Жизнь и сны Мёэ» (яп. 明恵　夢を生きる) (автор Кавай Хаяо), где представлено фундаментальное исследование и юнгианское толкование снов Мёэ. Существуют переводы как самого дневника, так и этой работы на английский язык.